# Blindtest
Ett blindtest (blindning) innebär att hemlighålla vissa centrala omständigheter i en undersökning till dess att den är avslutad och resultaten skall bearbetas. 
Blindtest kan användas vid produktjämförelser genom att testa en produkt av två eller flera producenter utan att provpersonerna vet vilken produkt som hör till vilken producent. Den som testar kan till exempel få fem numrerade muggar med julmust utan att veta mer om sorterna än vilket nummer muggen har. Här finns fortfarande en risk att försöksledaren påverkar provpersonerna eller tolkningen av deras svar.
Blindning kan också användas vid medicinsk undersökning och används i så kallade blindade kliniska studier, där det i en behandlingsprövning eftersträvas att det är okänt vilka deltagare som får den ena eller den andra av de prövade behandlingsformerna.
Blindning kan användas för att hemlighetshålla dessa uppgifter för olika parter i en studie – deltagare, försöksledare, prövningspersonal och/eller statistiker. En vanlig typ av blindning är den som tillämpas i randomiserade kontrollerade studier.

## Typer

### Enkelblind prövning
En klinisk prövning där endast den ena av parterna är ovetande om vilken åtgärd en viss deltagare får. Vanligen är det deltagarna som är ovetande, medan prövningspersonalen (på grund av svårigheter att genomföra blindning) har kännedom.

### Dubbelblind prövning
En klinisk prövning där varken deltagare eller prövningspersonal (läkare med flera) vet vilken av de prövade åtgärderna som en viss deltagare får. Dubbelblinda försök används vid psykologiska, medicinska och sociologiska studier för att externa faktorer inte skall störa experimentet.
En typisk dubbelblind studie är en placebokontrollerad läkemedelsprövning, där hälften av patienterna får overksamma tabletter (placebo) och hälften får verksamt läkemedel. Detta förutsätter bland annat att placebo- och verksamma tabletter ser likadana ut och ges på samma sätt. Dubbelblinda studier anses mer trovärdiga, eftersom man eliminerar många subjektiva förväntanseffekter. Om försöksledaren är medveten om aktiv behandling kan detta omedvetet förmedlas till försökspersonen.

### Trippelblind prövning
En klinisk prövning där blindning omfattar prövningspersonal, deltagare och statistiker.